# Stirexephanes signatus
Stirexephanes signatus là một loài tò vò trong họ Ichneumonidae.